# Дзеро-Бранко
Дзеро-Бранко (итал. Zero Branco) — коммуна в Италии, располагается в провинции Тревизо области Венеция.
Население составляет 8565 человек, плотность населения составляет 329 чел./км². Занимает площадь 26 км². Почтовый индекс — 31059. Телефонный код — 0422.
В коммуне 15 августа особо празднуется Успение Пресвятой Богородицы.